# Lord Emsworth vermittelt
Lord Emsworth vermittelt (Originaltitel: Lord Emsworth Acts for the Best) ist eine heitere Kurzgeschichte des britisch-amerikanischen Schriftstellers P. G. Wodehouse, die erstmals 1926 in der Juni-Ausgabe des britischen Strand Magazines und am 5. Juni 1926 in der US-amerikanischen Zeitschrift Liberty erschien. Sie zählt mit ihrem Protagonisten Lord Emsworth zu den Erzählungen aus der sogenannten Blandings Castle-Saga. 1935 wurde die Erzählung in die Kurzgeschichtensammlung Herr auf Schloss Blandings aufgenommen; von der Erzähllogik ist diese Kurzgeschichte jedoch zwischen den Romanen Ein Lord in Nöten (Ersterscheinungsjahr 1923) und Sommerliches Schlossgewitter (Ersterscheinungsjahr 1929) angesiedelt. 

## Handlung
Butler Beach, langjähriger Butler auf Blandings Castle zieht ernsthaft in Erwägung, seinen Dienst nach 18 Jahren zu kündigen: Er ist nicht mehr in der Lage, die Schande von Lord Emsworth ungepflegtem Vollbart zu ertragen – sogar Sir Gregory, Besitzer des benachbarten Landsitzes Matchingham Hall, konnte während des letzten gemeinsamen Dinners abschätzige Blicke nicht verkneifen. Lord Emsworth, Schlossherr von Blandings Castle, ist sich dieses drohenden Ungemachs noch nicht bewusst. Ihn bedrückt, dass sein jüngerer Sohn Freddie nicht länger in den Vereinigten Staaten weilt, sondern zurück in London ist. Seit er ist heimlich mit der Tochter des Hundekuchenfabrikantens Donaldson durchgebrannt ist, hat diese geheiratet und ist nun als Vizepräsident für das Marketing von Hundekuchen verantwortlich ist, sind die Vereinigten Staaten sein Zuhause. P. G. Wodehouse hielt schon in der vorhergehenden Kurzgeschichte fest, dass das Verhältnis zwischen Vater und dem damals noch unverheirateten Sohn nicht das beste war: 

„Dem Familienoberhaupt schien es, als hätte er diesen Nachkommen nur zu seinem steten Verdruss gezeugt. Wenn er ihn allein in London leben ließ, häufte dieser Nichtsnutz in Nu einen Schuldenberg an, und wenn er ihn nach Schloss Blandings zurückholte, lungerte er untätig auf dem Anwesen herum und blies Trübsal. Ähnlich unterhaltsam muss Prinz Hamlet für seinen Stiefvater in Helsingör gewesen sein.“

Lord Emsworth findet wenig später heraus, dass es zu einem Zerwürfnis zwischen den Ehepartner gekommen ist: Um seine Ehefrau zu beeindrucken hat Freddieheimlich ein Drehbuchentwurf verfasst und sich mit einem prominenten Filmsternchen zum Essen getroffen, damit diese in Hollywood für sein Skript wirbt. Zufällig wird er bei diesem Treffen von Jane Yorke, einer Freundin seiner Ehefrau beobachtet. Yorke berichtet Aggie von dem heimlichen Rendezvous, dass Freddie mit einer anderen Frau hat und Aggie verlässt darauf prompt ihren Mann und reist nach London, um sich darüber hinwegzutrösten. 
Freddie trifft sich mit seinem Vater in London und versucht ihn zu überreden, sich bei seiner Ehefrau für ihn einzusetzen. Auf Grund seiner Filmkenntnisse ist er sich sicher, dass der Appell eines weißhaarigen alten Vaters an die Ehefrau immer Früchte trägt. Lord Emsworth, weigert sich – sein Sohn hat sich aus seiner Sicht idiotisch benommen und muss nun selber zusehen, wie er sich aus dem Schlamassel zieht. Erst als Lord Emsworth nach Blandings Castle zurückgekehrt ist, wird ihm bewusst, was es bedeutet, wenn die Ehe seines Sohnes scheitert. Er würde nach Blandings Castle zurückkehren.

„Freddie hatte zuvor schon für längere Zeit Blandings Castle besucht und seine Lordschaft war der festen Überzeugung, dass die Anwesenheit dieses Jungen eine größere Bedrohung für ein glückliches Landleben darstellte als Schmeißfliegen, Blattläuse oder die Maul- und Klauenseuche“

Lord Emsworth reist nach dem Heranreifen dieser Erkenntnis nach London zurück und sucht Aggies Hotel auf, um zu versuchen, die Ehe von Sohn und Schwiegertochter zu retten. Die Tür zu der Suite, die Aggie bewohnt, steht offen. Als Lord Emsworth jedoch sich in das Wohnzimmer der Suite hereinwagt, wird er von einem kleinen Kläffer so misstrauisch beäugt, dass Lord Emsworth es vorzieht, Schutz im Schlafzimmer der Suite zu suchen. Dort stellt ihn Aggies Freundin Jane Yorke mit vorgehaltener Pistole und erklärt ihn zum Juwelendieb. Seine Erklärung, er sei der Schwiegervater, der seine Schwiegertochter zu sprechen wünscht, findet bei der aus dem Bad hinzukommenden Aggie zwar zunehmend Glauben. Yorke jedoch ist der Überzeugung, der weißbärtige Mann sei Freddie in Verkleidung – in diesem Moment kündigt das Hoteltelefon an, dass Lord Emsworth gerade im Hotel angekommen und auf dem Weg nach oben sei. Dieser zweite Lord Emsworth stellt sich als der mit wallendem weißem Bart verkleidete Freddie heraus. Da sein Vater sich ihm gegenüber geweigert hat, mit Aggie zu reden, wollte er selbst als Lord Emsworth verkleidet das Herz seiner Ehefrau erweichen. Während Lord Emsworth über die schauderhaften Parodie seiner Person entsetzt ist, beginnt Aggie allmählich der Geschichte ihres Mannes zu glauben. Ein Telegramm aus Hollywood, in dem Freddie 1000 US-Dollar für seinen Drehbuchentwurf offeriert, bestätigt Freddies Geschichte. Das Ehepaar söhnt sich miteinander aus. 
Die Geschichte endet mit einem glattrasierten Lord Emsworth auf Blandings Castle, wo alles einen gewohnten Gang geht. Butler Beach geht wie immer seinen Pflichten nach und ein nachdenklicher Lord Emsworth lässt ihn in London anrufen, um die Handlung des Drehbuchentwurfes zu erfragen.

## Ausgaben
- Blandings Castle and Elsewhere (1935)
  - Herr auf Schloss Blandings, Wilhelm Goldmann Verlag, München 1976, ISBN 3-442-03418-3. Übersetzung von Annemarie Arnold-Kubina.

## Einzelbelege
1. ↑   P. G. Wodehouse: Der Kürbis in Herr auf Schloss Blandings, S. 8. Übersetzt von Annemarie Arnold-Kubina.
2. ↑   P. G. Wodehouse: Lord Emsworth Acts for the Best in The World of Blandings (Sammelband), S. 296.